# Crinum hanitrae
Crinum hanitrae är en amaryllisväxtart som beskrevs av Lehmiller och Sisk. Crinum hanitrae ingår i släktet Crinum, och familjen amaryllisväxter. Inga underarter finns listade i Catalogue of Life.